# Itagi, Devadurga
Itagi là một làng thuộc tehsil Devadurga, huyện Raichur, bang Karnataka, Ấn Độ.